# Josef Widmann

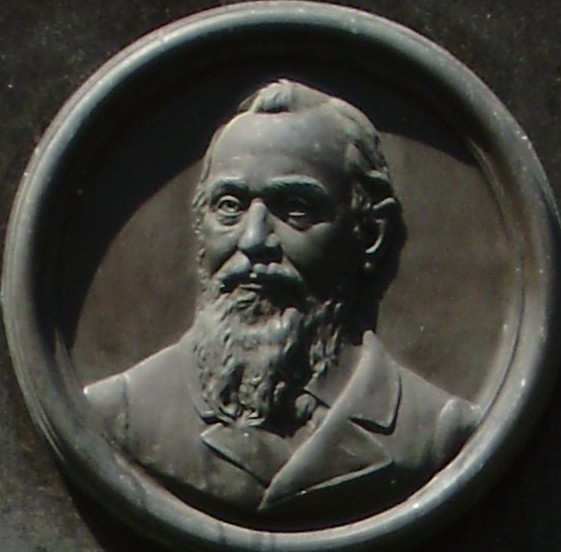

Josef Widmann (* 1833 in Cham; † 19. Juli 1899 in Weitnau; in manchen Quellen auch Wiedmann) war ein Bauingenieur mit dem Ehrentitel „Königlich Bayerischer Baurat“, der sich zu einem Pionier der Allgäuer Milchwirtschaft entwickelte und das geistige Erbe seines Schwiegervaters Carl Hirnbein fortführte. Sein Name blieb erhalten als Initiator und (Mit-)Gründer des Milchwirtschaftlichen Vereins, der Lehr- und Versuchsanstalt für Emmentalkäserei und der Allgäuer Herdebuchgesellschaft. Außerdem verdankte die Bahnstrecke Kempten–Isny Josef Widmann ihren Bau.

## Tief-, Wasser- und Bahnbau
Widmann stammte aus der Oberpfalz, war von Hause aus Bauingenieur und kam durch Wildbachverbauungen, Wasserleitungsbau und die Anlage von Wasserkraftwerken ins Allgäu. Auch am Bau der Bahnstrecke Buchloe–Lindau, deren Westabschnitt Kempten-Lindau 1853 in Betrieb ging, war er beteiligt.

## Architektur
Als Bauingenieur entwarf Josef Widmann auch Privathäuser. Besonders hervorzuheben sind einige Villen in Lindau.
- Villa Neuseeheim, 1874 erbaut in Lindau für Eduard von Pfister, Sünfzengeschlecht der Patriziergesellschaft Zum Sünfzen.
- Villa Toskana, 1874 erbaut in Lindau für Großherzog Ferdinand IV. von Toskana.
- Villa Seewarte, 1866–1868 erbaut in Lindau für Finanzier Dr. Heinrich Lingg.

## Einsatz für die Landwirtschaft
Widmann heiratete Josepha („Sophie“, „Sefele“), eine Tochter Carl Hirnbeins, des großen Pioniers der Allgäuer Landwirtschaft und des Tourismus. Sophie war in erster Ehe mit dem Oberstdorfer Arzt Julius Lingg, einem Verwandten des Dichters Hermann Lingg verheiratet gewesen. Die eheliche Verbindung brachte Widmann in Berührung mit den Themen und Problemen der Landwirtschaft. Sein geschultes strukturiertes Denken und seine Einfallskraft ermöglichten ihm, sich rasch als Autodidakt zum Fachmann für Land-, Forst- und Milchwirtschaft und Brauereiwesen zu entwickeln. Aus dem Sachverständigen in landwirtschaftlichen Fragen entstand nach dem Tod seines Schwiegervaters 1871 mit Widmann ein großer Förderer der Allgäuer Land- und Milchwirtschaft, der befähigt und berufen war, dessen Lebenswerk fortzuführen. Hirnbeins eigener Sohn Johann Baptist Hirnbein hatte zeitlebens mit Gesundheitsproblemen zu kämpfen und wurde nur 36 Jahre alt.
Carl Hirnbein hatte 1859 zusätzlich die Brauerei Weitnau erworben, um seinen landwirtschaftlichen Besitz mit einem gewerblichen abzurunden. Nach dem Tod Hirnbeins 1871 führte Widmann den Brauereibetrieb weiter.

### Milchwirtschaftlicher Verein im Allgäu
Die Wirtschaftskrise der 1870er und 1880er Jahre und der zunehmende Konkurrenzdruck aus Norddeutschland führten die Allgäuer Milchbauern in eine bedrohliche wirtschaftliche Situation. Vorausschauende Fachleute sahen einem organisatorischen Zusammenschluss alle Gruppen der Allgäuer Milchwirtschaft die Möglichkeit, die Qualität der Milch und der Milchprodukte, vor allem des Käses zu verbessern.
Josef Widmann gründete zu diesem Zweck im Juli 1887 gemeinschaftlich mit Hans Vogel und „Franz Josef Herz“ (1855–1920) in Immenstadt im Allgäu den „Milchwirtschaftlichen Verein im Allgäu“. Dazu wurden zunächst Wanderlehrer verpflichtet, die im Winter Vorträge für Milcherzeuger hielten.
In den regelmäßig erscheinenden „Mitteilungen“ dieses Vereins rief er 1888 dazu auf, den verhängnisvollen Preisschwankungen auf dem Milch- und Käsemarkt durch Notierung von Handelspreisen durch Sachverständige entgegenzutreten. Allerdings gelang erst dem 1912 gegründeten Allgäuer Bauernverband und später der Deutschen Butter- und Käsebörse eine praktikable Regelung für eine kollektive Preisfestlegung für die Milch.

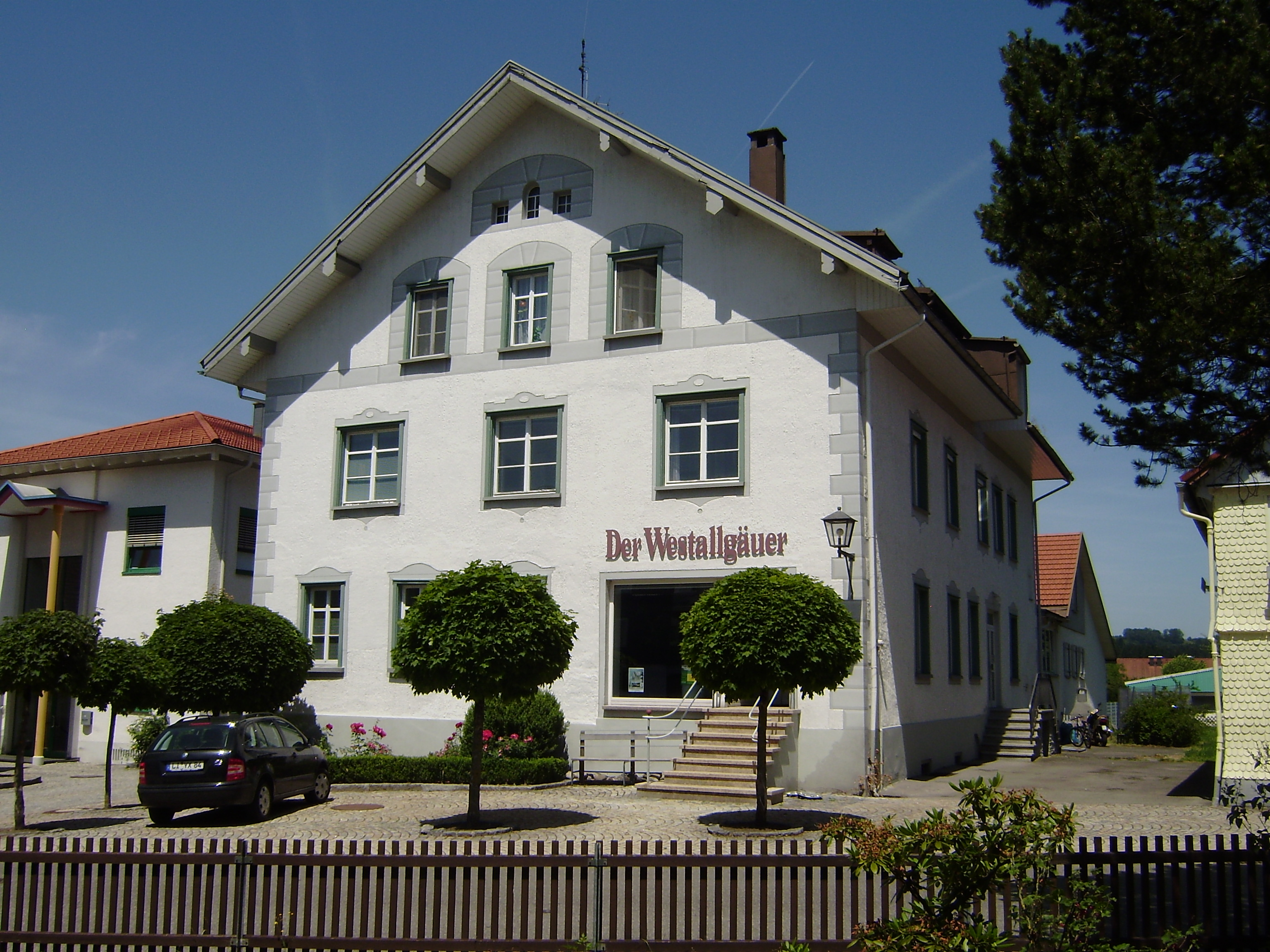
Erste Lehrsennerei 1890–1930 im Haus Embacher

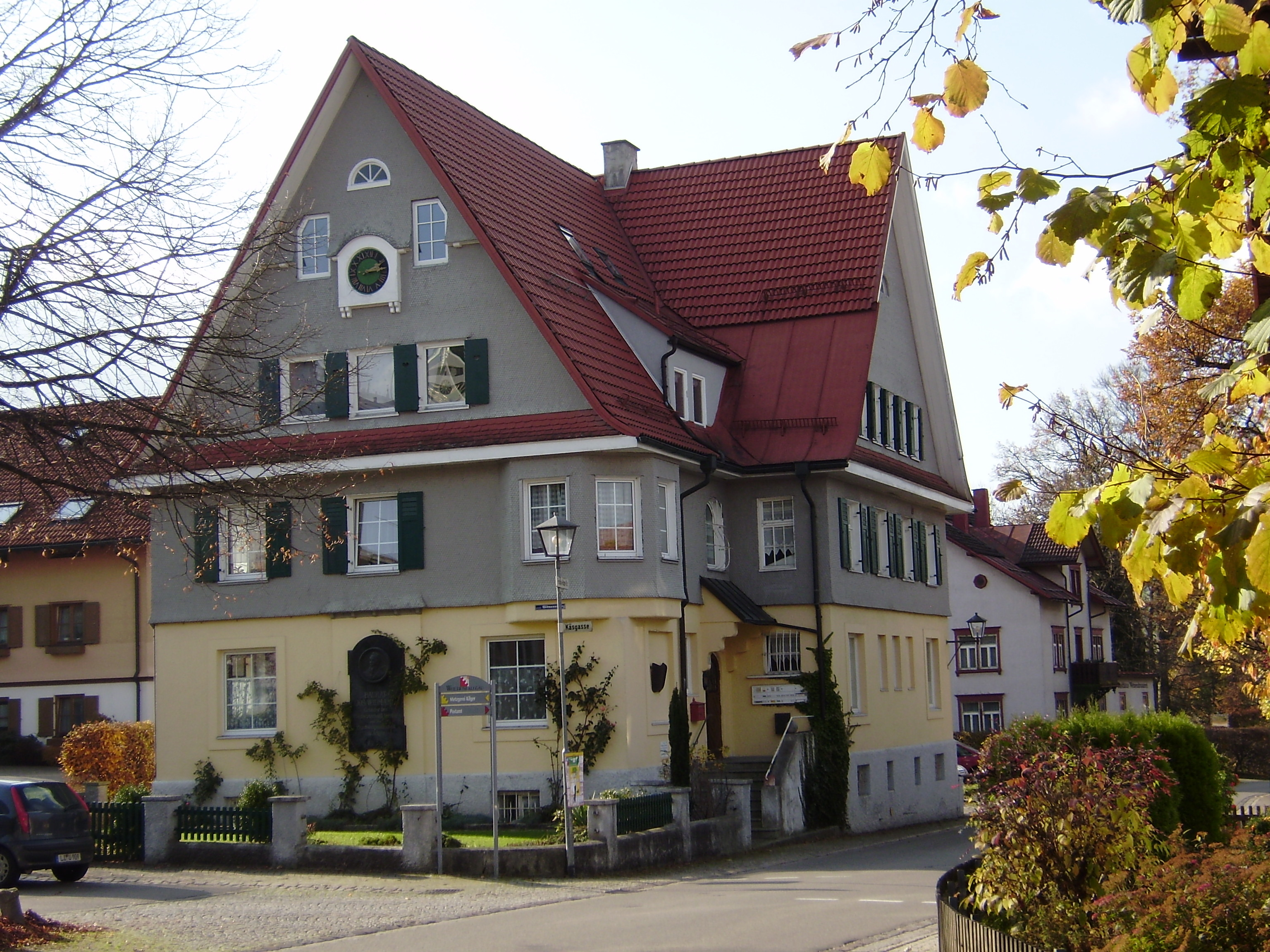
Widmann Haus, Verwaltungs- und Laborgebäude der Lehr- und Versuchsanstalt für Emmentalkäserei in Weiler im Allgäu

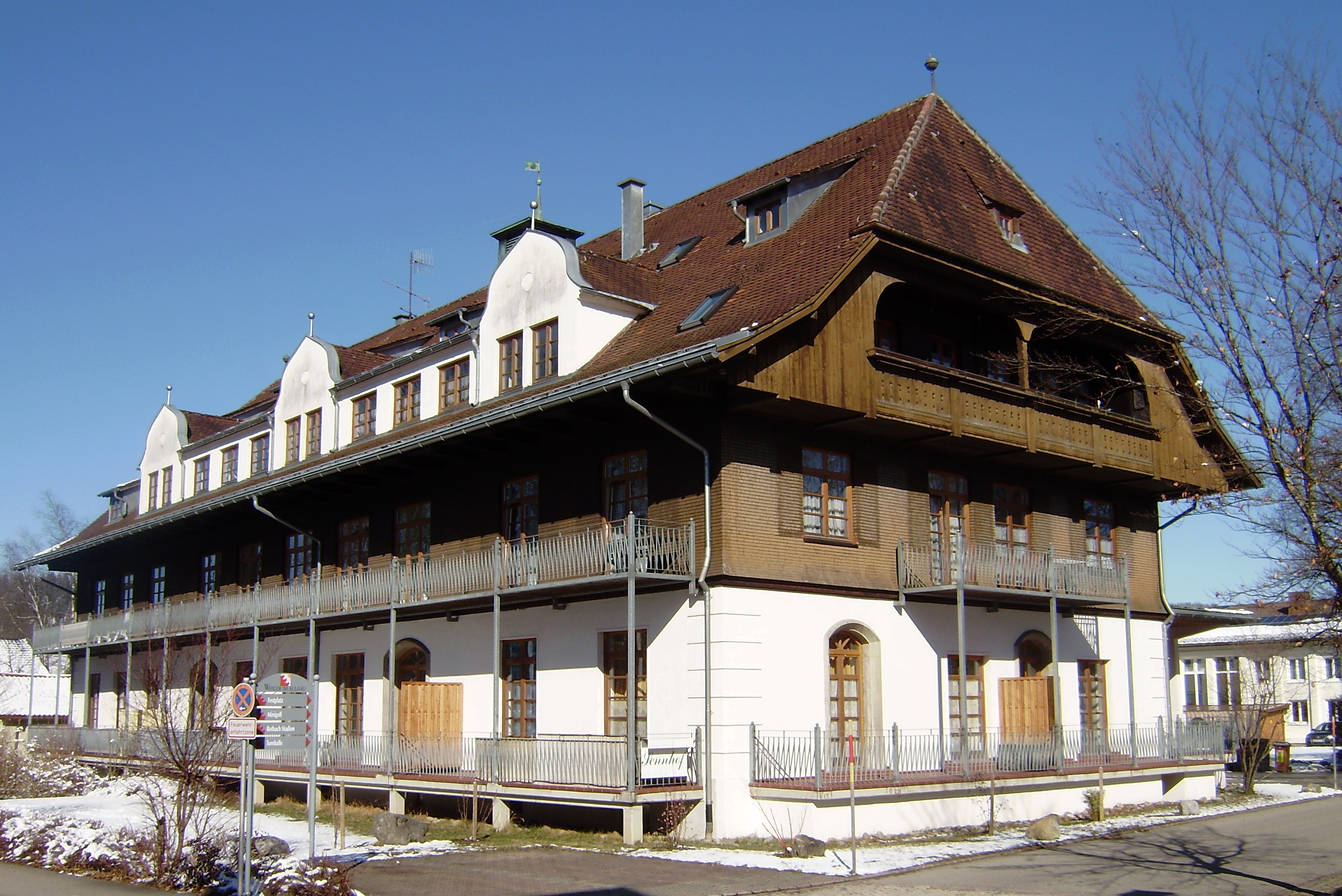
Sennhof – Lehr- und Versuchsanstalt für Emmentalkäserei ab 1930–1970

### Lehr- und Versuchsanstalt für Emmentalkäserei
Widmann sah auch einen dringenden Bedarf beim Wissensstand über die Käseherstellung und die Vermittlung dieser Kenntnisse an den Berufsstand der Sennen. Zu diesem Zweck sorgte er 1890 für die Gründung der Lehr- und Versuchsanstalt für Emmentalkäserei in Weiler im Allgäu.
Er war davon überzeugt, die bislang mit Wanderlehrern, Schulungskursen und Lehrbetrieben erreichte Menge und Qualität der Hartkäseproduktion nur über eine feste Ausbildungs- und Forschungsstätte steigern zu können. Josef Widmann gründete hierfür die Lehr- und Versuchsanstalt für Emmentalkäserei in Weiler im Allgäu, die angehenden Sennen in sechsmonatigen Lehrgängen das nötige theoretische und praktische Fachwissen für die Hartkäseherstellung vermitteln sollte. Gleichzeitig diente die Einrichtung der wissenschaftlichen Forschung der biologischen Eigenschaften der Milch. Die später Dr.-Anton-Fehr-Schule genannte Institution wurde 1890 im später „Haus Embacher“ genannten Gebäude eröffnet, war von 1902 bis 1910 nach Sonthofen ausgesiedelt und zog 1930 in den repräsentativen Neubau des Marktbaumeisters Georg Bufler an der Fridolin-Holzer-Straße um. Am unweit gelegenen, 1911 errichteten Labor- und Bürogebäude erinnert eine Tafel sowie der Name des davorliegenden Widmannplatzes an den großen Förderer der Milchwirtschaft.

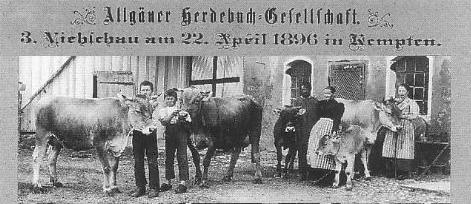
Viehschau in Kempten 1896

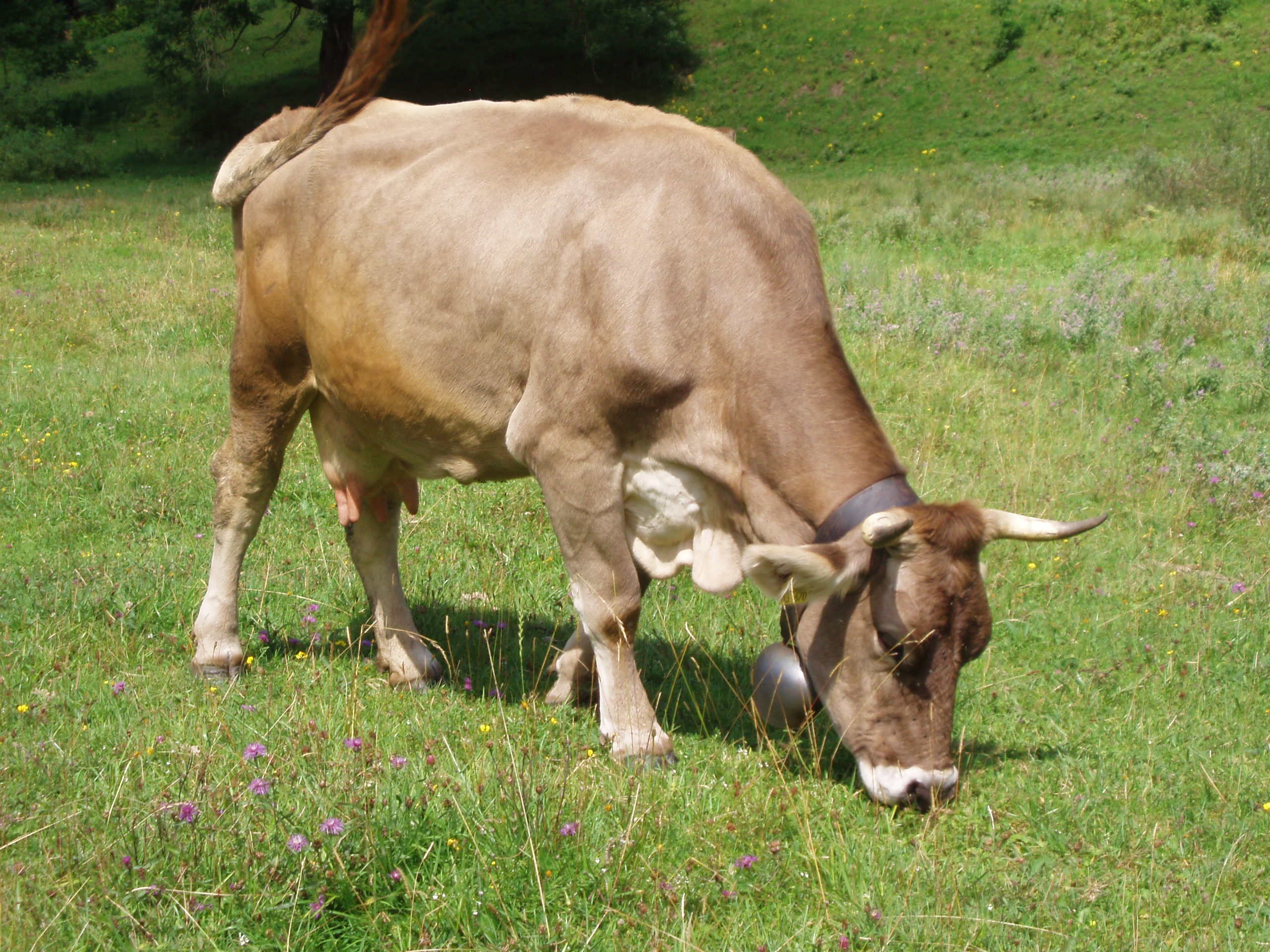
Allgäuer Braunvieh 2009

### Allgäuer Herdebuchgesellschaft
Widmann erkannte schon bald die entscheidende Bedeutung einer geplanten und nach Erbgrundsätzen ausgerichteten Viehzucht für den Fortschritt der Milchwirtschaft und trieb daher bis 1892 die Gründung von Viehzuchtgenossenschaften voran.
Auf der 7. DLG-Ausstellung im Juni 1893 in München überzeugten jedoch die 38 aus dem Allgäu auf die Ausstellung geschickten Tiere nicht. Nach dem Misserfolg entstand im November desselben Jahres auf Widmanns Initiative die Allgäuer Herdebuchgesellschaft als Zusammenschluss von fünf Allgäuer Viehzuchtgenossenschaften. Baurat Widmann wurde erster Vorsitzender und blieb es bis zu seinem Tode. Erster Zuchtinspektor wurde der Weilerer Tierarzt J. Brutscher. Brutscher definierte die Ziele um das Aussterben der durch Rinderpest und Vernachlässigung der Aufzucht stark dezimierte heimische Tierrasse zu verhindern. So war z. B. eine hochwertige Rinderrasse mit schönen Körperformen möglichst hochwertige Milchergiebigkeit unter thunlichster Berücksichtigung der Fleischproduktion heranzuzüchten. Letzteres geschah vor allem durch Einkreuzen von Zuchtstieren schwererer Rassetypen aus der Schweiz und dem Montafon in den Bestand von 11 bis 12.000 Kühen. Der erste Ankauf von elf Bullen aus Einsiedeln und Wädenswil erfolgte schon 1894. In Widmanns Todesjahr 1899 wurden im Herdebuch 88 Bullen geführt, die großenteils dem Schweizer Rassetypus entsprachen. Ein Jahr nach der Gründung begann die Herdebuchgesellschaft mit Milchleistungsprüfungen. 1904 wurden erste Melkkurse veranstaltet. Erste Erfolge zeigten sich auch im Exportgeschäft. So wurden 1898 und in den Folgejahren Stiere, Ochsen und Kühe bis nach Kamerun (damals deutsche Kolonie) in Westafrika exportiert. Das Kolonialzeitalter dauerte für das Deutsche Reich von 1884 bis 1918.

## Einsatz für die Eisenbahn
Josef Widmann engagierte sich auch für den Ausbau des Eisenbahnnetzes im Allgäu. Er stand dem Lokalbahnkomitee vor, das sich für den Bau der 38 Kilometer langen Bahnstrecke Kempten–Isny einsetzte, und trieb sowohl als Landtagsabgeordneter als auch als Ingenieur den Bau des „Isny-Bähnles“ voran. Allerdings erlebte er die Jungfernfahrt im Jahr 1909 nicht mehr. Vor der Wohnung seiner Witwe Josepha am Marktplatz von Weitnau fand an diesem Tag aber zur Feier der Einweihung und zum Gedenken an Widmann eine Serenade statt. Die Bahnstrecke existiert nicht mehr, der Betrieb wurde im September 1984 eingestellt; in dem Film Wallers letzter Gang wurde ihr ein Denkmal gesetzt.